# Вид-Нойвид, Максимилиан
Князь Максимилиан Вид-Нойвид (нем. Alexander Philipp Maximilian zu Wied-Neuwied; 1782—1867) — немецкий учёный, известный путешественник и натуралист из княжеского рода Видов, почётный член Императорской Санкт-Петербургской Академии наук.

## Биография
Вид-Нойвид служил в прусской военной службе. В 1815—1817 гг. он вместе с естествоиспытателями Фрейрейсом и Зелло объехал внутренние области Бразилии; результатом этого путешествия явились «Reise nach Brasilien in den Jah. 1815—1817» (2 т., Франкфурт, 1819—20, с атласом in folio); «Abbildungen zur Naturgeschichte Brasiliens» (15 тетрадей, Веймар, 1823—31) и «Beiträge zur Naturgeschichte Brasiliens» (4 т., Веймар, 1824—33). В 1832—1834 годах он совершил путешествие в штаты Северной Америки до Верхнего Миссури. Об этом путешествии он издал «Reise nach Nordamerika» (2 т., 1838—43, с атласом). Вид-Нейвид написал также ряд работ для Leopoldinisch-Karolinische Akademie, деятельным членом которой оставался до смерти. Коллекции, собранные им, находятся в Нойвиде.